# Ernestina de Sajonia-Weimar
Ernestina Augusta Sofía de Sajonia-Weimar-Eisenach (Weimar, 4 de enero de 1740-Hildburghausen, 10 de junio de 1786) fue una princesa de Sajonia-Weimar-Eisenach, y por matrimonio duquesa de Sajonia-Hildburghausen.

## Biografía
Ernestina Augusta Sofía era hija del duque Ernesto Augusto I de Sajonia-Weimar-Eisenach y de su segunda esposa, la margravina Sofía Carlota de Brandeburgo-Bayreuth, hija de Jorge Federico Carlos, margrave de Brandeburgo-Bayreuth.
El 1 de julio de 1758, se casó en Bayreuth con Ernesto Federico III, duque de Sajonia-Hildburghausen (1727-1780). El matrimonio se arregló a instancias de su tía, la reina Sofía Magdalena de Dinamarca. Ella había sido la suegra del novio durante su matrimonio anterior. Ernesto Federico Carlos estaba muy endeudado y la dote que trajo Ernestina fue significativa.
Carl Barth describe a la duquesa de la siguiente manera: "... aparte de un fino entrecerrar los ojos, era una mujer hermosa y bien formada que se entretenía apasionadamente con la música (trompa, flauta, piano y violín). Ella peleaba, cabalgaba, cazaba a caballo y a pie como un hombre, generalmente con todo el disfraz de amazona y pantalones ajustados de piel de venado, sentada a caballo al estilo amazónico. Ella personalmente dirigió los ejercicios de caballería del príncipe heredero".
Christian Friedrich von Stocmeier (muerto en 1807) fue nombrado mayordomo. Sus políticas mejoraron la apretada situación financiera del país, pero no pudo evitar una bancarrota nacional. En 1769, el país fue puesto bajo secuestro imperial y una comisión de débito intentó consolidar la situación financiera.
Después de la muerte de su esposo en 1780, se retiró por completo. Ella vivía en la llamada casa Fischbergsche en el mercado de Hildburghausen y se ocupaba principalmente de la música. El príncipe José de Sajonia-Hildburghausen ejerció la tutela de su hijo, Federico, que todavía era menor de edad.

## Hijos
- Ernestina Federica Sofía (1760-1776), desposó en 1776 al duque Francisco Federico Antonio, duque de Sajonia-Coburgo (1750-1806).
- Cristina Sofía Carolina (1761-1790), desposó en 1778 al príncipe Eugenio de Sajonia-Hildburghausen (1730-1795).
- Federico (1763-1834), duque de Sajonia-Hildburghausen y a partir de 1826 también duque de Sajonia-Altemburgo. Desposó en 1785 a Carlota Georgina Luisa de Mecklemburgo-Strelitz (1769-1818).